# Saxa-Hildburghausen
Saxa-Hildburghausen (germană Sachsen-Hildburghausen) a fost un ducat condus de ramura Ernestină a Casei de Wettin situat astăzi în Turingia, Germania. Teritoriile sale sunt similare districtului de astăzi Hildburghausen.

## Istorie
În ciuda teritoriul său minuscul, acesta a fost un ducat autonom în perioada 1680 - 1826; în anul 1684 capitala a fost mutată de la Heldburg la Hildburghausen, și mini-statul a devenit cunoscut sub numele de Saxa-Hildburghausen. Ducii au construit un palat, un parc în stil francez și alte clădiri pompoase în Hildburghausen.
În 1810, o prințesă de Saxa-Hildburghausen, Therese, s-a căsătorit cu Prințul Moștenitor Ludwig al Bavariei, care a devenit rege al Bavariei 15 ani mai târziu; acest eveniment este motivul pentru care Oktoberfest se organizează anual la München.
În 1826, statele din Turingia au fost reorganizate: ultimul conducător de Saxa-Altenburg a murit fără moștenitori; ducele de Saxa-Hildburghausen a devenit succesorul lui, dar el a trebuit să cedeze propriul domeniu către Saxa-Meiningen.
În 1868, au fost stabilite patru districte în Ducatul de Saxa-Meiningen. Hildburghausen a fost unul dintr aceste districte, cu limite foarte similare cu cele ale fostului ducat. El a rămas aproape neschimbat până în 1993, când fostul district al Suhl a fost dizolvat și cele mai multe din municipalitățile sale s-au alăturat districtului.

### Duci de Saxa-Hildburghausen
- Ernst II (1675–1715)
- Ernst Frederic I (1715–24)
- Ernst Frederic II (1724–45)
- Ernst Frederic III (1745–80)
- Frederic (1780–1825)

Incorporat in Saxa-Meiningen